# Antonio Rodotà
Antonio Rodotà va ser el cinquè Director General de l'Agència Espacial Europea (ESA), servint del 1997 al 2003. Va morir a Roma el 23 de febrer de 2006, a l'edat de 70 anys.